# XI Puertas
XI Puertas es el tercer álbum de estudio del rapero, Cantante, productor y compositor cubano Alex Sandunga, es una declaración de superación, una muestra de la dedicación para alcanzar los objetivos y perseguir los sueños. Es una llamada a la acción para que todos escuchen su historia en el camino de la música y se motiven a seguir adelante con sus propias metas y sueños. 
Es el resultado de años de crecimiento personal y esfuerzos constantes por parte del músico. Para superarse a sí mismo y ofrecerle algo auténtico e inspirador a su audiencia. 
Con este nuevo lanzamiento, demuestra que es posible superar los obstáculos y lograr lo que se desea. Si se tiene una visión clara y se trabaja con determinación. 
Este nuevo álbum XI Puertas es una celebración de la resiliencia humana y un recordatorio de que nunca es tarde para empezar de nuevo y seguir adelante. Es algo más que una recopilación de canciones con letras emotivas y melodías poderosas.
XI Puertas son desafíos superados, lecciones aprendidas y experiencias de vida. Es la forma de decirte: tú también puedes abrir las puertas que te han cerrado. Cada canción representa una puerta que le fue cerrada al músico al intentar rebasarla. 

## Lista de canciones
| #  | Título                | Invitado | Producción    | Duración |
| -- | --------------------- | -------- | ------------- | -------- |
| 01 | Besarte otra vez      |          | Alex Sandunga | 3:49     |
| 02 | Dime que me amas      |          | Alex Sandunga | 2:58     |
| 03 | Tú mi suerte          |          | Alex Sandunga | 3:07     |
| 04 | Un pedazo de mí       |          | Alex Sandunga | 3:14     |
| 05 | Solo contigo          |          | Alex Sandunga | 2:23     |
| 06 | Me encanta            |          | Alex Sandunga | 3:13     |
| 07 | Quédate               |          | Alex Sandunga | 3:49     |
| 08 | Te amo en el silencio |          | Alex Sandunga | 3:07     |
| 09 | Lo mejor para ti      |          | Alex Sandunga | 2:49     |
| 10 | Todavía quedan besos  |          | Alex Sandunga | 3:01     |
| 11 | Ilusión               |          | Alex Sandunga | 3:18     |